# Championnat d'Islande de football 1967
Navigation
Saison précédente Saison suivante
La saison 1967 du Championnat d'Islande de football était la 56e édition de la première division islandaise. Les 6 clubs jouent les uns contre les autres lors de rencontres disputées en matchs aller et retour.
Une nouvelle fois, une "finale" est nécessaire pour déterminer le vainqueur du championnat. Cette saison, c'est le champion en titre, le Valur Reykjavik et le promu, le Fram Reykjavik qui terminent à égalité en tête du classement. Le Valur remporte le match 2 buts à 0 au Laugardalsvöllur et conserve son titre. C'est le 14e titre de son histoire.
En bas de classement, un autre grand nom du football islandais connaît les affres de la relégation : l'IA Akranes, 6 fois champion d'Islande et présent depuis 19 saisons parmi l'élite, est relégué en 2. Deild.

## Les 6 clubs participants
| \| Reykjavik : · Fram - Valur - KR IA Akranes ÍBA Akureyri ÍBK Keflavík \| Clubs participants |
| Reykjavik : · Fram - Valur - KR IA Akranes ÍBA Akureyri ÍBK Keflavík                          |

| Club            | Classement 1966 | Stade                             | Ville     |
| --------------- | --------------- | --------------------------------- | --------- |
| IA Akranes      | 5               | Akranesvöllur                     | Akranes   |
| Fram Reykjavik  | 2. Deild        | Laugardalsvöllur                  | Reykjavik |
| ÍBK Keflavík    | 1               | Njarðvíkurvöllur Keflavíkurvöllur | Keflavík  |
| KR Reykjavik    | 4               | Laugardalsvöllur                  | Reykjavik |
| ÍBA Akureyri    | 3               | Akureyrarvöllur                   | Akureyri  |
| Valur Reykjavik | 2               | Laugardalsvöllur                  | Reykjavik |

1. ↑  Le club est basé à Keflavík mais dispute 2 matchs au stade de Njarðvík cette saison

## Compétition

### Classement
Le barème de points servant à établir le classement se décompose ainsi :
- Victoire : 2 points
- Match nul : 1 point
- Défaite : 0 point

| Rang | Équipe            | Pts | J  | G | N | P | Bp | Bc | Diff |
| ---- | ----------------- | --- | -- | - | - | - | -- | -- | ---- |
| 1    | Valur Reykjavik T | 14  | 10 | 6 | 2 | 2 | 20 | 16 | +4   |
| 2    | Fram Reykjavik P  | 14  | 10 | 5 | 4 | 1 | 15 | 11 | +4   |
| 3    | ÍBA Akureyri      | 13  | 10 | 6 | 1 | 3 | 21 | 11 | +10  |
| 4    | ÍBK Keflavík      | 8   | 10 | 3 | 2 | 5 | 9  | 13 | -4   |
| 5    | KR Reykjavik C    | 7   | 10 | 3 | 1 | 6 | 15 | 18 | -3   |
| 6    | ÍA Akranes        | 4   | 10 | 2 | 0 | 8 | 9  | 20 | -11  |

|  | Qualifié pour le barrage pour le titre      |
|  | Qualifié pour la Coupe des Coupes 1968-1969 |
|  | Relégation en 2. Deild                      |

### Matchs
| Résultats (▼dom., ►ext.)                                   | Fram | Akur | Akr | Kef | KR  | Val |
| Fram Reykjavik                                             |      | 0-1  | 2-1 | 1-1 | 2-1 | 2-2 |
| ÍBA Akureyri                                               | 1-2  |      | 4-1 | 3-1 | 0-0 | 2-1 |
| ÍA Akranes                                                 | 1-2  | 1-5  |     | 0-1 | 1-3 | 1-2 |
| ÍBK Keflavík                                               | 0-0  | 2-1  | 0-1 |     | 2-0 | 0-2 |
| KR Reykjavik                                               | 2-3  | 1-3  | 0-2 | 1-0 |     | 5-1 |
| Valur Reykjavik                                            | 1-1  | 2-1  | 1-0 | 4-2 | 4-2 |     |
| - Victoire à domicile - Match nul - Victoire à l'extérieur |      |      |     |     |     |     |

#### Match pour le titre
| 24 septembre 1967 | Valur Reykjavik | 2 - 0 | Fram Reykjavik | Laugardalsvöllur, Reykjavik |  |
|                   |                 |       |                |                             |  |
|                   | (Rapport)       |       |                |                             |  |

## Bilan de la saison
| Tableau d'Honneur                 |                 |
| Compétition                       | Vainqueur       |
| Championnat d'Islande de football | Valur Reykjavik |
| Coupe d'Islande de football       | KR Reykjavik    |

| Qualifications européennes                   |                 |
| Coupe d'Europe des clubs champions 1968-1969 | Qualifié        |
| 1er tour                                     | Valur Reykjavik |
| Coupe des Coupes 1968-1969                   | Qualifié        |
| Tour préliminaire                            | KR Reykjavik    |

| Promotion et relégation |                    |
| Relégué en 2. Deild     | IA Akranes         |
| Promu en 1. Deild       | IBV Vestmannaeyjar |

## Meilleurs buteurs
| # | Buteurs            | Clubs           | Nb de Buts |
| - | ------------------ | --------------- | ---------- |
| 1 | Hermann Gunnarsson | Valur Reykjavik | 12         |
| 2 | Skuli Agustsson    | ÍBA Akureyri    | 10         |
| 3 | Kari Arnason       | ÍBA Akureyri    | 7          |
| 4 | Gunnar Felixson    | Fram Reykjavik  | 6          |
| 5 | Helgi Numason      | Fram Reykjavik  | 5          |
| 5 | Reynir Jonsson     | Valur Reykjavik | 5          |